# Jewgienij Bauer
Jewgienij Francewicz Bauer (ros. Евге́ний Фра́нцевич Ба́уэр, ur. 22 stycznia 1865 w Moskwie, zm. 22 czerwca 1917 w Jałcie) – rosyjski reżyser filmowy i scenograf teatralny.
Od 1912 zrealizował ok. 80 filmów (najpierw w firmie Pathé, później u A. Drankowa i A.A. Chanżonkowa), m.in. Żyzń w smierti (1914, według Briusowa), Junyj gieroj Bielgii (1914), Dieti wieka (1915), Siestry Bronskije (1916), Riewolucyonier (1917). W jego filmach swoją karierę zaczynali późniejsi wybitni aktorzy, m.in. Wiera Chołodna, Iwan Mozżuchin, Witold Połonski, Konstantin Chochłow.